# سرمایه‌گذاری خرد

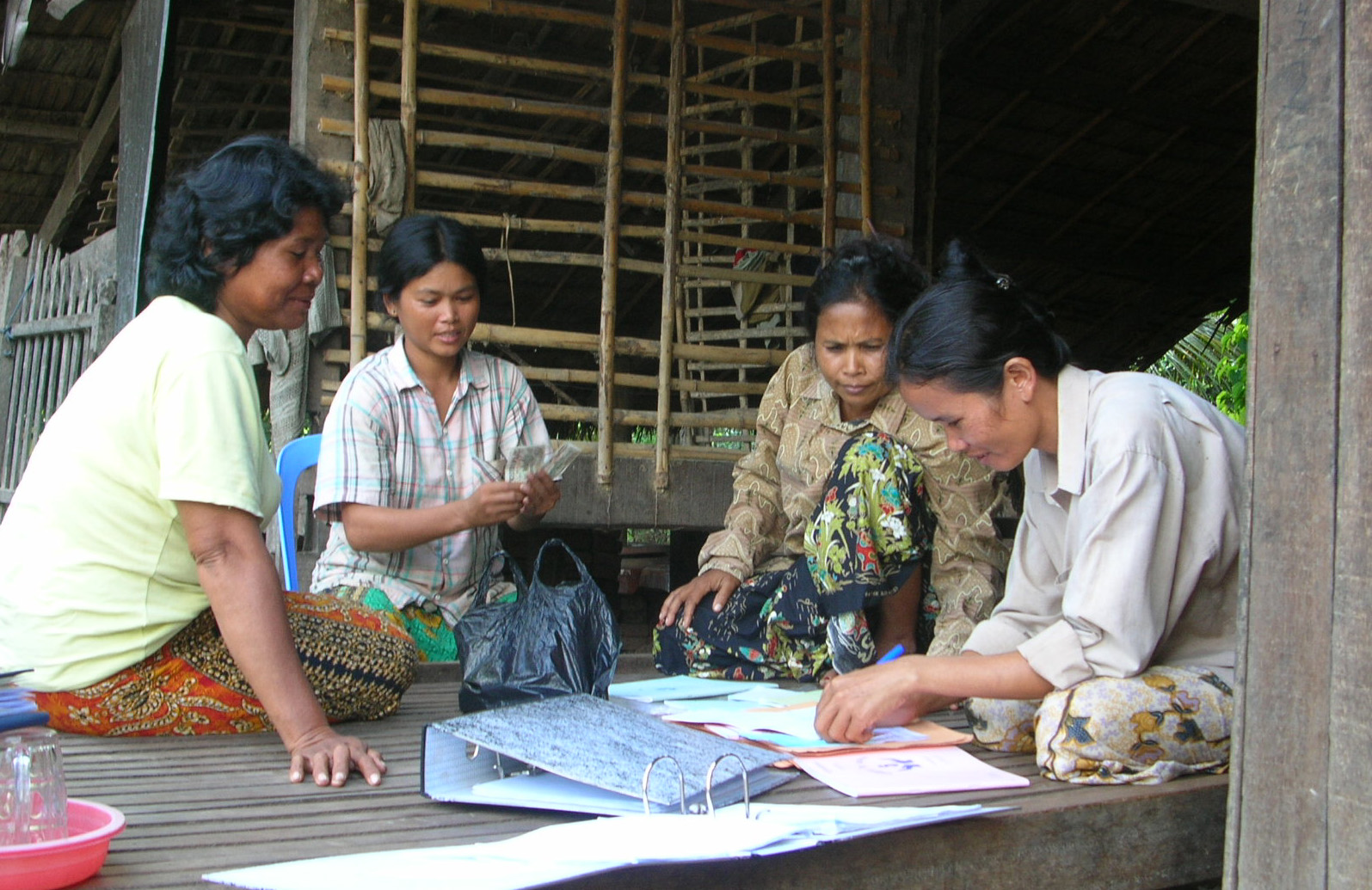
بانک پس انداز مبتنی بر جامعه در کامبوج

سرمایه‌گذاری خرد به ارائه خدمات مالی به منابع کم درآمد گفته می‌شود.
سرمایه‌گذاری خرد به نوعی از سرمایه‌گذاری گفته میشود که با سرمایه کم انجام شود؛ البته این مقدار از دیدگاه اشخاص مختلف نسبت بودجه، سرمایه ای مشخص خواهد شد.
به عنوان مثال یک سوپر مارکت از دیدگاه بعضی افراد یک سرمایه گذاری خرد خواهد بود و با بخشی از سرمایه شخص انجام میشود.
و از نظر بعضی افراد یک شرکت ساختمانی سرمایه گذاری خرد تلقی میشود.
ولی در تعریف کلی، سرمایه گذاری‌هایی که محدود به مکان و زمان محدودی باشد، سرمایه گذاری خرد نامیده می‌شود.
در این نوع سرمایه گذاری به واسطه حاشیه سود پایین، ریسک پایینی نیز برای دوره IRR وجود دارد.
سرمایه‌گذاری خرد (به انگلیسی: Micro-Investing) نوعی از سرمایه‌گذاری است که در آن افراد با مبالغ بسیار پایین می‌توانند دارایی‌های مختلفی را خریداری کنند. این روش برای کسانی که منابع مالی محدودی دارند، فرصتی فراهم می‌کند تا وارد بازارهای سرمایه‌گذاری شوند، حتی با چند هزار تومان یا چند دلار.

## ویژگی‌ها
- دسترسی‌پذیری بالا: افراد با هر سطح درآمدی می‌توانند وارد این نوع سرمایه‌گذاری شوند.
- مبالغ اندک: برخلاف سرمایه‌گذاری سنتی، نیاز به سرمایهٔ اولیهٔ بالا ندارد.
- فناوری‌محور بودن: اغلب از طریق اپلیکیشن‌ها و پلتفرم‌های دیجیتال انجام می‌شود.
- آموزش‌پذیری: برای جوانان یا افراد کم‌تجربه مناسب است تا با اصول اولیهٔ سرمایه‌گذاری آشنا شوند.

## مثال‌هایی از سرمایه‌گذاری خرد در جهان
پلتفرم‌هایی مانند Acorns و Robinhood در ایالات متحده به کاربران اجازه می‌دهند تا با سرمایه‌های کوچک در بورس، صندوق‌های سرمایه‌گذاری و ارز دیجیتال مشارکت کنند. در برخی کشورها، سرمایه‌گذاری خرد در حوزه‌هایی مانند تأمین مالی جمعی (Crowdfunding) یا وام‌دهی فرد به فرد (P2P Lending) نیز رواج یافته است.

## سرمایه‌گذاری خرد در ایران
در ایران نیز برخی اپلیکیشن‌های مالی مانند فاندوران یا کارن‌کراد، امکان مشارکت مالی خرد را در پروژه‌ها یا استارتاپ‌ها فراهم می‌کنند. همچنین، پلتفرم‌هایی مانند صندوق‌های ETF دولتی زمینه‌ای برای مشارکت با مبالغ پایین را برای عموم مردم فراهم کرده‌اند.

## مزایا
- کاهش ریسک از طریق تنوع‌بخشی
- فرصت آموزش مالی برای افراد تازه‌کار
- گسترش فرهنگ سرمایه‌گذاری در بین عموم مردم

## چالش‌ها
- نوسانات زیاد بازار و نداشتن دانش کافی ممکن است منجر به زیان شود.
- نبود نظارت کافی در برخی پلتفرم‌ها می‌تواند کاربران را با ریسک مواجه کند.[۴]